# العقلة (سباح)

تعديل مصدري - تعديل

العقلة هي إحدى قرى عزلة سباح بمديرية سباح التابعة لمحافظة أبين، بلغ تعداد سكانها 189 نسمة حسب تعداد اليمن لعام 2004.